# John Cameron
John Cameron (Saint Andrews, 14 aprile 1827 – Antigonish, 7 aprile 1910) è stato un vescovo cattolico canadese.

## Biografia
Fu inviato a Roma da William Fraser, vescovo di Arichat, per completare gli studi presso il pontificio Collegio di Propaganda Fide.
Fu ordinato prete nel 1853 e l'anno seguente conseguì il dottorato in teologia. Fu nominato rettore del St. Francis Xavier College di Arichat.
Eletto nel 1870 vescovo di Tiziopoli in partibus e coadiutore, con diritto di successione, di Arichat, divenne vescovo residenziale nel 1877: nel 1880 trasferì la residenza vescovile ad Antigonish e nel 1886 ottenne che il titolo di "diocesi di Arichat" fosse cambiato in quello di "diocesi di Antigonish".
Per il servizio nel St. Francis Xavier College, trasferito ad Antigonish nel 1855, fondò le suore di Santa Marta.

## Genealogia episcopale e successione apostolica
La genealogia episcopale è:
- Cardinale Scipione Rebiba
- Cardinale Giulio Antonio Santori
- Cardinale Girolamo Bernerio, O.P.
- Arcivescovo Galeazzo Sanvitale
- Cardinale Ludovico Ludovisi
- Cardinale Luigi Caetani
- Cardinale Ulderico Carpegna
- Cardinale Paluzzo Paluzzi Altieri degli Albertoni
- Papa Benedetto XIII
- Papa Benedetto XIV
- Papa Clemente XIII
- Cardinale Giovanni Carlo Boschi
- Cardinale Bartolomeo Pacca
- Papa Gregorio XVI
- Cardinale Castruccio Castracane degli Antelminelli
- Cardinale Paul Cullen
- Vescovo John Cameron

La successione apostolica è:
- Arcivescovo Ronald MacDonald (1881)
- Arcivescovo Neil McNeil (1895)